# Gaiden
Gaiden (外伝 phát âm [ɡaideɴ]) là một từ tiếng Nhật có nghĩa là "ngoại truyện" hay "truyện bên lề", dùng để nói đến giai thoại hay bổ sung lý lịch cho một người. Gaiden được sử dụng rộng rãi trong tiểu thuyết Nhật Bản để nói đến một spin-off (cùng một kiểu với tác phẩm chính hoặc không) của một tác phẩm đã xuất bản trước mà không thể xem là sequel hay prequel. Tuy nhiên, một vài gaiden lại là những câu chuyện được kể lại dưới góc nhìn của một nhân vật khác, gần giống như một hồi tưởng.
Những tác phẩm có từ gaiden trong tựa đề là Fire Emblem Gaiden, Ten no Haō Hokuto no Ken Raō Gaiden (spin-off của Fist of the North Star, được kể dưới góc nhìn của anh trai Kenshiro, Raoh) hay Albert Odyssey Gaiden (ra mắt bản tiếng Anh với tên Albert Odyssey: Legend of Eldean). Ngoài ra, từ gaiden cũng được dùng trong tựa đề tiếng Anh như Ninja Gaiden (nghĩa là "Câu chuyện Ninja", tựa Mĩ của series Nhật Ninja Ryūkenden) và Resident Evil Gaiden (một game được sản xuất ở châu Âu là spin-off của game Nhật dòng Resident Evil), Super Robot Taisen Alpha Gaiden, kể lại một tương lai sẽ xảy ra khi những người hùng không chiến đấu vào lúc cần thiết. Còn có Barkley, Shut Up and Jam: Gaiden (an apocryphal epic detailing the canon account of Charles Barkley, who revives the condemned culture of b-ball to save Neo New York and his son Hoopz from the machinations of the traitor Michael Jordan). The Legend of Zelda: Majora's Mask was called Zelda Gaiden resp. "ゼルダの伝説 外伝 （仮称）" (Zeruda/Zelda no Densetsu: Gaiden (Kashô)) in its development stages.
Films such as Battle Royale use the term Gaiden to refer to supplementary or additional works.
In anime, examples include Darker Than Black: Gaiden, an OVA released as a prequel to the events of the second season of the show.